# Samantha Shannon
Samantha Shannon (ur. 8 listopada 1991 w Hammersmith) – brytyjska pisarka dystopijnej fikcji i książek fantasy. Jej pierwsza powieść, Czas Żniw, została opublikowana w 2013 i jest pierwszą książką z 7-częściowego cyklu.

## Życie i kariera
Shannon urodziła się w Hammersmith w Londynie w listopadzie 1991 i dorastała w Ruislip. Zaczęła pisać w wieku 15 lat, kiedy napisała swoją pirwszą powieść tytułem Aurora, która nie została jeszcze wydana. Shannon studiowała literaturę i język angielski w Kolegium Św. Anny w Oksfordzie i zakończyła studia w 2013. Posiada irlandzkie korzenie ze strony swojego ojca, jej przodkowie przeprowadzili się do Anglii z County Roscommon.
W 2012 podpisała 6-cyfrowy kontrakt na wydanie przez Bloomsbury Publishing (które wylicytowało prawa na London Book Fair) pierwszych 3 tomów cyklu zaczętego Czasem Żniw. Akcja powieści ma miejsce w 205. Główną bohaterką jest Paige Mahoney, jasnowidz znany jako śniący wędrowiec, który mieszka w Republice Sajon Anglia, w której od 200 lat trwa opresyjna kampania przeciw jasnowidzom. Po opublikowaniu tej książki, krytycy porównywali Shannon do J.K. Rowling. Prawa do filmów i serii TV do Czasu Żniw zostały zakupione przez The Imaginarium Studios w listopadzie 2012 i ekranizacja ma zostać stworzona przez Andy'ego Serkisa i brytyjską firmę Lunar Park.
Zakon Drzewa Pomarańczy, powieść high fantasy Shannon, została opublikowana w lutym 2019 przez Bloomsbury Publishing. Jest to retelling legendy o Świętym Jerzym i Smoku i została nazwana przez Collider lesbijską książką, którą powinno się zekranizować. Prequel, zatytułowany Dzień Nastania Nocy, został opublikowany w lutym 2023. Shannon nazwała tę serię Korzenie Chaosu - oryginalnie planowała napisać tylko jedną książkę w tym świecie i dopiero potem postanowiła stworzyć cały cykl.
W 2022, Shannon podpisała kontrakt na trzecią książkę z serii Korzenie Chaosu i historię inspirowaną grecką boginią Iris.

## Życie osobiste
Shannon identyfikuje się jako "sapphic" (lesbijka). Shannon żyje w Londynie.

## Twórczość

### SeriaCzas żniw(The Bone Season)
- 2013: Czas żniw (The Bone Season), wyd. pl. SQN 2013, tłum. Regina Kołek
- 2015: Zakon mimów (The Mime Order), wyd. pl. SQN 2015, tłum. Regina Kołek
- 2017: Pieśń jutra (The Song Rising), wyd. pl. SQN 2017, tłum. Regina Kołek
- 2021: Koniec Maskarady (The Mask Falling), wyd. pl. SQN 2021, tłum. Regina Kołek, Maciej Pawlak

#### Powiązane z cyklem
- 2015: O wartościach odmienności (On the Merits of Unnaturalness), wyd. pl. SQN 2016

- 2016: Blada śniąca (The Pale Dreamer), wyd. pl. SQN 2017, tłum. Regina Kołek
- 2020: Chór świtu (The Dawn Chorus), wyd. pl. SQN 2020, tłum Maciej Pawlak

### SeriaKorzenie chaosu(The Roots of Chaos)
- 2019: Zakon Drzewa Pomarańczy (The Priory of the Orange Tree), wyd. pl. SQN 2019, tłum. Maciej Pawlak

- 2023: Dzień nastania nocy (A Day of Fallen Night) wyd. pl. SQN 2023, tłum. Kamila Regel

### Opowiadania
- Amrita (2013)
- "Marigold" w Because You Love to Hate Me: 13 Tales of Villainy, redagowane przez Amerie (2017)